# Liste der Baudenkmäler in Waigolshausen
Auf dieser Seite sind die Baudenkmäler in der unterfränkischen Gemeinde Waigolshausen zusammengestellt. Diese Tabelle ist eine Teilliste der Liste der Baudenkmäler in Bayern. Grundlage ist die Bayerische Denkmalliste, die auf Basis des Bayerischen Denkmalschutzgesetzes vom 1. Oktober 1973 erstmals erstellt wurde und seither durch das Bayerische Landesamt für Denkmalpflege geführt wird. Die folgenden Angaben ersetzen nicht die rechtsverbindliche Auskunft der Denkmalschutzbehörde.
 Diese Liste gibt den Fortschreibungsstand vom 12. Januar 2023 wieder und enthält 73 Baudenkmäler.

## Baudenkmäler nach Gemeindeteilen

### Dächheim
| Lage                                     | Objekt              | Beschreibung | Akten-Nr.     | Bild           |
| ---------------------------------------- | ------------------- | --- | ------------- | -------------- |
| Richtung Garstadt ()                     | Bildstock           | Um 1770/80 nicht nachqualifiziert, im Bayerischen Denkmal-Atlas nicht kartiert                                                                                             | D-6-78-190-23 |                |
| In Dächheim (Standort)                   | Kreuzschlepper      | Figur des kreuztragenden Christus auf Knien, Sandstein, 18. Jahrhundert | D-6-78-190-21 | weitere Bilder |
| In Dächheim (Standort)                   | Katholische Kapelle | Kleiner Saalbau, Chor mit kleeblattförmigem Grundriss und kleinem Dachreiter, barock, um 1700                                                                              | D-6-78-190-20 | weitere Bilder |
| In Dächheim ()                           | Prozessionsaltar    | Baldachinartiger Aufsatz, Rückwand mit Darstellung der Beweinung Christi, Sandstein, bezeichnet „1755“ nicht nachqualifiziert, im Bayerischen Denkmal-Atlas nicht kartiert | D-6-78-190-24 |                |
| Schwanfelder Weg; Straße nach Wipfeld () | Bildstock           | Reliefaufsatz mit Kreuzigungsdarstellung nebst Stifterpaar, Sandstein, bezeichnet „1625“ nicht nachqualifiziert, im Bayerischen Denkmal-Atlas nicht kartiert               | D-6-78-190-22 |                |

### Hergolshausen
| Lage                                                                             | Objekt                                     | Beschreibung | Akten-Nr.     | Bild           |
| -------------------------------------------------------------------------------- | ------------------------------------------ | --- | ------------- | -------------- |
| Am Meistersgrabenweg ()                                                          | Bildstock                                  | 1625 nicht nachqualifiziert, im Bayerischen Denkmal-Atlas nicht kartiert | D-6-78-190-50 |                |
| Am Trog (Standort)                                                               | Bildstock                                  | Vierseitiger Aufsatz mit Rundbogenabschluss und Reliefs einer Pietà, der Heiligen Paulus und Johannes sowie der Stifterfamilie, auf Achtkantschaft mit Echterwappen über Postament, Sandstein, bezeichnet „1616“                                             | D-6-78-190-49 | weitere Bilder |
| Bei der Schäfersmarter (Standort)                                                | Wegkreuz                                   | Kruzifix auf Postament mit Inschriftenfeld, Sandstein, bezeichnet „1863“ | D-6-78-190-43 | weitere Bilder |
| Ortsrand nach Theilheim ()                                                       | Bildstock                                  | 1599 nicht nachqualifiziert, im Bayerischen Denkmal-Atlas nicht kartiert | D-6-78-190-36 |                |
| Bräugasse 1 (Standort)                                                           | Relief                                     | Steintafel mit Wappendarstellung, bezeichnet „1516“ | D-6-78-190-25 | weitere Bilder |
| Bräugasse; Kirchplatz; Mainstraße; Schweinfurter Straße; Lindenstraße (Standort) | Heiligenfigur                              | Standbild der Heiligen Thekla, auf gebauchtem eingemauertem Postament mit Inschrift, Sandstein, bezeichnet „1774“ | D-6-78-190-34 | Heiligenfigur  |
| Bräugasse; Kirchplatz; Mainstraße; Schweinfurter Straße; Lindenstraße (Standort) | St. Nepomuk-Statue                         | Freifigur des Heiligen Johannes Nepomuk, auf erneuertem Postament, Sandstein, bezeichnet „1744“ | D-6-78-190-31 | weitere Bilder |
| Bräugasse; Kirchplatz; Mainstraße; Schweinfurter Straße; Lindenstraße (Standort) | Bildstock                                  | Rundbogiger Reliefaufsatz mit Kreuzbekrönung und Darstellung des Auferstandenen mit Stiftern, auf Rundsäule über Sockel, Sandstein, bezeichnet „1625“ | D-6-78-190-37 | weitere Bilder |
| Im oberen Rödersgrund (Standort)                                                 | Bildstock                                  | Reliefaufsatz mit Rundbogenabschluss und Kreuzigungsdarstellung, Rückseite mit Inschrift, auf gedrungener Rundsäule über Sockel, Sandstein, bezeichnet „1682“                                                                                                | D-6-78-190-44 | weitere Bilder |
| Im Schützenroth; Wirtschaftsweg, nördlich des Ortes ()                           | Bildstock                                  | um 1680 nicht nachqualifiziert, im Bayerischen Denkmal-Atlas nicht kartiert | D-6-78-190-42 |                |
| Kirchplatz 2 (Standort)                                                          | Pforte                                     | Fußgängerpforte mit profiliertem Sandsteingewände, darüber Figur eines Kreuzschleppers, Sandstein, 17./18. Jahrhundert | D-6-78-190-27 | BW             |
| Kirchplatz 3 (Standort)                                                          | Pfarrhaus                                  | Zweigeschossiger Walmdachbau mit geohrten Fensterrahmungen, 18. Jahrhundert | D-6-78-190-28 | weitere Bilder |
| Kirchplatz 5 (Standort)                                                          | Pforte                                     | Fußgängerpforte mit geohrtem Türgewände, flankiert von Pfeilern, Sandstein, bezeichnet „1793“ | D-6-78-190-29 | weitere Bilder |
| Kirchplatz 6 (Standort)                                                          | Katholische Pfarrkirche St. Peter und Paul | Saalbau mit eingezogenem Chor und östlichem Turm mit Spitzhelm, neugotisch, 1870; mit Ausstattung | D-6-78-190-26 | weitere Bilder |
| Lindenstraße; Lindenstraße 4 (Standort)                                          | Pietà                                      | Sandsteinfigurengruppe eines Vesperbildes mit trauerndem Putto, auf Postament mit Inschriftenkartusche, Sandstein, 18. Jahrhundert | D-6-78-190-30 | weitere Bilder |
| Mainstraße (Standort)                                                            | Bildstock                                  | Vierseitiger Aufsatz mit kielbogigem Abschluss und Darstellungen der Kreuzigung, eines Wappens, einer Pietà und des Heiligen Petrus, auf Vierkantschaft mit Echterwappen über Sockel, Sandstein, bezeichnet „1581“                                           | D-6-78-190-41 | weitere Bilder |
| Nähe Mainstraße (Standort)                                                       | Bildstock                                  | Reliefaufsatz mit Darstellung der Kreuzigung, Rückseite mit Pietà, auf Rundsäule über Sockel, Sandstein, bezeichnet „1713“ | D-6-78-190-40 | weitere Bilder |
| Nähe Mainstraße (Standort)                                                       | Gedenkkreuz                                | Einfach gehauenes Steinkreuz mit ausschwingendem Fuß und Inschrift auf der Schauseite, bezeichnet „1627“ | D-6-78-190-47 | Gedenkkreuz    |
| Ober den Bachweinbergen; Straße nach Garstadt ()                                 | Bildstock                                  | 1599 nicht nachqualifiziert, im Bayerischen Denkmal-Atlas nicht kartiert | D-6-78-190-38 |                |
| Ober den Bachweinbergen ()                                                       | Bildstock                                  | Reliefaufsatz mit Kreuzbekrönung, kielbogigem Abschluss und Kreuzigungsdarstellung auf Rundsäule über Sockel, Sandstein, bezeichnet „1627“ nicht nachqualifiziert, im Bayerischen Denkmal-Atlas nicht kartiert                                               | D-6-78-190-39 |                |
| Obere Straße 1 (Standort)                                                        | Bildstock                                  | Reliefaufsatz mit Kreuzbekrönung und Bronzerelief mit Gutem Hirten, auf Postament mit Inschriftenfeld und Bildnis des Verunglückten, Sandstein, bezeichnet 1933                                                                                              | D-6-78-190-32 | Bildstock      |
| Obere Straße 14 (Standort)                                                       | Bildstock                                  | Rocaillegerahmter Reliefaufsatz mit Darstellung des Christus an der Geißelsäule auf Vierkantpfeiler über Sockel mit Relief des Vera Ikon, Sandstein, bezeichnet „1741“                                                                                       | D-6-78-190-33 | weitere Bilder |
| Rechts der Waigolshäuser Straße ()                                               | Bildstock                                  | Sandstein, um 1600 nicht nachqualifiziert, im Bayerischen Denkmal-Atlas nicht kartiert | D-6-78-190-45 |                |
| Schweinfurter Straße 16 (Standort)                                               | Bauernhof                                  | Wohnstallhaus, Wohnteil zweigeschossiger Satteldachbau im Ecklage, Erdgeschoss massiv, Obergeschoss Fachwerk, Stallteil mit massiven Obergeschoss, spätes 18. Jhd.                                                                                           | D-6-78-190-93 | BW             |
| Schweinfurter Straße 16 (Standort)                                               | Scheune                                    | Mit Satteldach und zwei Hoftoreinfahrten, bez. 1868 | D-6-78-190-93 | BW             |
| Schweinfurter Straße 16 (Standort)                                               | Einfriedung                                | 19./20. Jhd. | D-6-78-190-93 | BW             |
| Staatsstraße 2270 (Standort)                                                     | Bildstock                                  | Rundbogiger Reliefaufsatz mit nahezu abgewitterter Kreuzigungsdarstellung, auf Rundsäule über Postament, Sandstein, bezeichnet „1686“ | D-6-78-190-48 | BW             |
| Staatsstraße 2270 (Standort)                                                     | Bildstock                                  | Reliefaufsatz mit kronenartigem Abschluss und Darstellung der Marienkrönung, auf Rundsäule über Tischsockel, Sandstein, bezeichnet „1626“ | D-6-78-190-46 | weitere Bilder |
| Unterer Fährtleinsweg (Standort)                                                 | Bildstock                                  | Rundbogiger Reliefaufsatz mit Darstellung der Heiligen Familie, darüber Heilige Dreifaltigkeit, auf Rundsäule über Tischsockel, Sandstein, bezeichnet „1709“                                                                                                 | D-6-78-190-51 | weitere Bilder |
| Waldstraße 18 (Standort)                                                         | Bildstock                                  | mit Rundbogenaufsatz, Reliefs der Kreuzigung mit Assistenzfiguren, Petrus und Paulus an Schmalseiten, Voluten und Engelskopfverzierungen über Säule mit Postament, auf Sockel, bez. 1711 nicht nachqualifiziert, im Bayerischen Denkmal-Atlas nicht kartiert | D-6-78-190-79 | BW             |

### Theilheim
| Lage                                                     | Objekt                                                               | Beschreibung | Akten-Nr.     | Bild           |
| -------------------------------------------------------- | -------------------------------------------------------------------- | --- | ------------- | -------------- |
| Am Hoch; Hamichweg (Standort)                            | Bildstock                                                            | Rechteckiger Reliefaufsatz mit walmartiger Bedachung und Kreuzbekrönung, mit Darstellung des Gekreuzigten mit Stifterfamilie, Rückseite mit Inschrift, auf Rundsäule über Sockel, Sandstein, bezeichnet „1657“ | D-6-78-190-67 | weitere Bilder |
| Bergstraße 41 (Standort)                                 | Wappenstein                                                          | Wappen des Karl Heinrich von Erthal, am Feuerwehrhaus, Sandstein, bezeichnet „1738“ | D-6-78-190-53 | weitere Bilder |
| Friedenstraße (Standort)                                 | Prozessionsaltar                                                     | Tonnengewölbter Nischenaufsatz, Rückwand mit Relief der Heiligen Familie, darüber Gottvater und Heiliger Geist, auf Postament mit Inschriftenkartusche, Sandstein, erste Hälfte 19. Jahrhundert                | D-6-78-190-64 | weitere Bilder |
| Hamichleite (Standort)                                   | Kreuzweg                                                             | Mit 14. Kreuzwegstationen, figürliche Reliefs in neugotischen Rahmungen, Gusseisen, Ende 19. Jahrhundert | D-6-78-190-73 | weitere Bilder |
| Kirchgasse 3 (Standort)                                  | Katholische Kuratiekirche Allerheiligen                              | Saalbau mit eingezogenem Chor und Fassadenturm mit Zwiebelhaube, wohl von Johann Michael Fischer, 1758–60; mit Ausstattung                                                                                     | D-6-78-190-52 | weitere Bilder |
| Kirchgasse 4 (Standort)                                  | Pforte                                                               | Rundbogenportal mit seitlichen Pilastern, Sandstein, bezeichnet „1790“ | D-6-78-190-54 | weitere Bilder |
| Kirchgasse 5 (Standort)                                  | Wohngebäude                                                          | Zweigeschossiger, verputzter Massivbau mit Mansardwalmdach, um 1800 | D-6-78-190-55 | weitere Bilder |
| Kirchgasse 20 (Standort)                                 | Hoftoranlage                                                         | Hoftorpfeiler mit Fußgängerpforte, Sandstein, bezeichnet „1831“ | D-6-78-190-56 | weitere Bilder |
| Klößweg (Standort)                                       | Bildstock                                                            | Vierseitiger Aufsatz mit Kreuzbekrönung und Reliefs von Kreuzigung, Heiliger Bartholomäus, Johannes der Täufer und Inschrift, auf Vierkantschaft über Postament, Sandstein, bezeichnet „1616“                  | D-6-78-190-59 | weitere Bilder |
| Krautäcker; Nähe Riedweg (Standort)                      | Prozessionsaltar                                                     | Tonnengewölbter Nischenaufsatz mit Kreuzbekrönung, Rückwand mit Reliefdarstellung des Christuskindes mit den Vierzehn Nothelfern, auf Postament mit Inschrift, Sandstein, bezeichnet „1870“                    | D-6-78-190-65 | weitere Bilder |
| Langer Trieb (Standort)                                  | Kreuzschlepper                                                       | Figur des kreuztragenden Christus auf Knien, auf Rundsäule mit reliefiertem Postament, über Tischsockel mit IHS-Monogramm, Sandstein, 18. Jahrhundert                                                          | D-6-78-190-68 | weitere Bilder |
| Riedäcker (Standort)                                     | Feldkreuz                                                            | Kruzifix auf Postament mit Inschriftenkartusche, Sandstein, bezeichnet „1863“ | D-6-78-190-66 | weitere Bilder |
| Schloßstraße 8 (Standort)                                | Ehemaliges Schloss, Hofgut des Würzburger Domkapitels. Hauptgebäude. | Zweigeschossiger, verputzter Mansardwalmdachbau, Erbaut unter Karl Heinrich von Erthal um 1750 | D-6-78-190-58 | weitere Bilder |
| Schloßstraße 8 (Standort)                                | Ehemaliges Schloss, zwei Ökonomiegebäude                             | Eingeschossige Hausteinmauerwerksbauten mit Satteldach, im Kern wohl gleichzeitig, östliches Gebäude im 19. Jahrhundert verlängert                                                                             | D-6-78-190-58 | weitere Bilder |
| Schloßstraße 8 (Standort)                                | Ehemaliges Schloss, Hoftoranlage                                     | Mit Resten der Einfriedungsmauer, bezeichnet „1750“ | D-6-78-190-58 | weitere Bilder |
| Schloßstraße 11; Seeberg; Von-Erthal-Straße 1 (Standort) | Dorfbrunnen                                                          | Runde Brunneneinfassung mit Wappenstein, darüber Brunnenhäuschen mit Glockendach getragen von vier Säulen, Sandstein, Mitte 18. Jahrhundert                                                                    | D-6-78-190-61 | weitere Bilder |
| Schloßstraße 11; Seeberg; Von-Erthal-Straße 1 (Standort) | Bildstock                                                            | Stark verwitterter Reliefaufsatz, Vorder- und Rückseite unkenntlich, Schmalseiten mit Darstellungen des Erzengels Michael und Heiligen Petrus, auf Rundsäule über Tischsockel, Sandstein, bezeichnet „1630“    | D-6-78-190-57 | weitere Bilder |
| Von-Erthal-Straße 2 (Standort)                           | Heiligenfigur                                                        | Sandsteinfigur der Maria Immaculata, bezeichnet „1737“, auf Postament, um 1900 | D-6-78-190-72 | weitere Bilder |
| Von-Erthal-Straße 14 (Standort)                          | Relief                                                               | In sandsteingerahmter Figurennische Relief der Marienkrönung, darunter Sockel mit Inschriftenkartusche, Sandstein, zweite Hälfte 18. Jahrhundert                                                               | D-6-78-190-60 | weitere Bilder |
| Von-Erthal-Straße 21 (Standort)                          | Ehemalige Synagoge                                                   | Hoher, eingeschossiger Massivbau mit Satteldach und Sandsteingliederung, 1872 | D-6-78-190-71 | weitere Bilder |
| Zehntplatz 1 (Standort)                                  | St.-Nepomuk-Statue                                                   | Kopie einer barocken Nepomukfigur des 18. Jahrhunderts, Sandstein, erneuert 1933 | D-6-78-190-63 | weitere Bilder |
| Zehntplatz 1 (Standort)                                  | Fußgängerpforte                                                      | Sandstein, bezeichnet „1799“ (nicht aufgestellt); nicht nachqualifiziert | D-6-78-190-62 | BW             |

### Waigolshausen
| Lage                                                   | Objekt                                                        | Beschreibung | Akten-Nr.     | Bild                                                          |
| ------------------------------------------------------ | ------------------------------------------------------------- | --- | ------------- | ------------------------------------------------------------- |
| Altarbildstock ()                                      | Pietà                                                         | Vesperbild auf Postament mit rocaillegerahmter Inschriftenkartusche, Sandstein, bezeichnet „1769“; nicht nachqualifiziert | D-6-78-190-16 |                                                               |
| Am Freihof; Kirchstraße 9; Nähe Kirchstraße (Standort) | Dorfbrunnen                                                   | Runde Brunneneinfassung mit auf Säulen getragenem Glockendach, Sandstein, bezeichnet „1690“ | D-6-78-190-7  | weitere Bilder                                                |
| Am Heiligenthaler Weg (Standort)                       | Fluraltar                                                     | Rundbogiger, tonnengewölbter Nischenaufsatz, Rückwand mit Relief des Christuskindes inmitten der 14 Nothelfer, auf Postament mit Inschriftenfeld, Sandstein, bezeichnet „1853“                                                  | D-6-78-190-19 | BW                                                            |
| Auf der Ettlebener Höhe (Standort)                     | Bildstock                                                     | Reliefaufsatz mit Kreuzbekrönung und Darstellung einer Pietà, Rückseite abgewittert, auf Rundsäule über Tischsockel mit Inschriftenkartusche, Sandstein, bezeichnet „1744“                                                      | D-6-78-190-15 | BW                                                            |
| Auf der Wernecker Höhe (Standort)                      | Wegkreuz                                                      | Kruzifix auf Postament mit Inschriftenfeld, neugotisch, Sandstein, bezeichnet „1876“ | D-6-78-190-70 | BW                                                            |
| Hauptstraße 1 (Standort)                               | Pforte                                                        | Rundbogige Fußgängerpforte mit profiliertem Sandsteingewände, 17. Jahrhundert, darüber Inschriftenstein, bezeichnet „1837“ | D-6-78-190-2  | weitere Bilder                                                |
| Hauptstraße 1 (Standort)                               | Bildstock                                                     | Rundbogiger Reliefaufsatz mit Darstellung einer Monstranz auf Altar, flankiert von Engeln, auf Rundsäule über Postament, Sandstein, erste Hälfte 18. Jahrhundert                                                                | D-6-78-190-3  | weitere Bilder                                                |
| Hauptstraße 14 (Standort)                              | Relief                                                        | Steintafel mit der Darstellung der Kreuzigung nebst Assistenzfiguren in Nischen, darunter Evangelistensymbole, Sandstein, 1596                                                                                                  | D-6-78-190-5  | BW                                                            |
| Hauptstraße 15 (Standort)                              | Bildhäuschen                                                  | Kleine Figurengruppe der Dornenkrönung, in moderner Figurennische, bezeichnet „1714“ | D-6-78-190-6  | weitere Bilder                                                |
| Kehricht (Standort)                                    | Bildstock                                                     | Reliefaufsatz mit Darstellung der Heiligen Dreifaltigkeit, darunter Mater Dolorosa, auf Rundsäule über Tischsockel mit Inschriftenkartusche, Sandstein, bezeichnet „1779“                                                       | D-6-78-190-14 | BW                                                            |
| Kirchstraße 6 (Standort)                               | St.-Nepomuk-Figur                                             | Freifigur auf Postament, Sandstein, bezeichnet „1753“ oder „1755“ | D-6-78-190-4  | St.-Nepomuk-Figur                                             |
| Kirchstraße 6 (Standort)                               | Kirchturm der katholischen Pfarrkirche St. Jakobus d. Älteren | Massiver, dreigeschossiger Turm mit Spitzhelm, im Kern frühgotisch, um 1610 erhöht, Langhaus 1961 erneuert und 2013 abgerissen; mit Ausstattung                                                                                 | D-6-78-190-1  | Kirchturm der katholischen Pfarrkirche St. Jakobus d. Älteren |
| Kirchstraße 11 (Standort)                              | Wohngebäude                                                   | Zweigeschossiger Krüppelwalmdachbau mit Fachwerkobergeschoss und -giebel, teilweise verputzt, 18. Jahrhundert | D-6-78-190-8  | Wohngebäude                                                   |
| Kirchstraße 24 (Standort)                              | Hoftoranlage                                                  | Fußgängerpforte mit floralen Reliefs, Sandstein, erste Hälfte 19. Jahrhundert | D-6-78-190-9  | weitere Bilder                                                |
| Nähe Raiffeisenstraße (Standort)                       | Bildstock                                                     | Rundbogiger Reliefaufsatz mit Darstellung einer Monstranz, darunter Engelskopf, Rückseite mit Bischofsdarstellung, auf Rundsäule über Postament, mit Inschriftenfeld, Sandstein, Aufsatz und Säule um 1700, Tischsockel um 1800 | D-6-78-190-69 | weitere Bilder                                                |
| Raiffeisenstraße 1 (Standort)                          | Zwei Fußgängerpforten                                         | Mit kielbogigem Abschluss und Sandsteingewände, mit Resten der ehemaligen Einfriedungsmauer, Bruchsteinmauer, 17. Jahrhundert, eine Pforte bezeichnet „1680“                                                                    | D-6-78-190-10 | weitere Bilder                                                |
| Raiffeisenstraße 11 (Standort)                         | Prozessionsaltar, sogenanntes Andreas-Marterl                 | Tabernakelförmiger Aufsatz mit Heiligem Andreas als Bekrönungsfigur, Rückwand mit Relief der Heiligen Monstranz flankiert von Engeln, auf Postament mit Inschriftenkartusche, Sandstein, bezeichnet „1754“                      | D-6-78-190-11 | BW                                                            |
| Raiffeisenstraße 25 (Standort)                         | Bildstock                                                     | Reliefaufsatz mit Erzengel Michael als Bekrönungsfigur und Pietàdarstellung mit den Arma Christi, flankiert von den Heiligen Franziskus und Laurentius, auf Rundsäule über Tischsockel, Sandstein, bezeichnet „1717“            | D-6-78-190-12 | BW                                                            |
| Theilheimer Straße (Standort)                          | Bildstock                                                     | Rundbogiger Reliefaufsatz mit Kreuzigungsdarstellung, auf Rundsäule über Tischsockel mit Inschriftenfeld, Sandstein, bezeichnet „1841“                                                                                          | D-6-78-190-17 | weitere Bilder                                                |
| Zeuzlebener Weg (Standort)                             | Bildstock                                                     | Reliefaufsatz mit Kreuzbekrönung und Pietàdarstellung vor Kreuz, Rückseite Darstellung der Heiligen Familie mit Gottvater und Heiligem Geist, auf Rundsäule über Tischsockel, Sandstein, bezeichnet „1717“                      | D-6-78-190-13 | weitere Bilder                                                |

## Ehemalige Baudenkmäler nach Ortsteilen

### Hergolshausen
| Lage                                          | Objekt      | Beschreibung | Akten-Nr.     | Bild        |
| --------------------------------------------- | ----------- | --- | ------------- | ----------- |
| Schweinfurter Straße 10 (Standort)            | Wohngebäude | Schmaler, verputzter Satteldachbau mit Fachwerkobergeschoss, erstes Viertel 19. Jahrhundert | D-6-78-190-35 | Wohngebäude |
| im Feld, südlich der Straße nach Theilheim () | Bildstock   | vierseitiger Aufsatz mit Kreuzbekrönung und kielbogigem Abschluss, mit Darstellungen der Kreuzigung, des Auferstandenen und des Hl. Petrus, auf Vierkantschaft über Sockel mit Inschrift, Sandstein, bez. 1588 | D-6-78-190-18 |             |